# Ахмедов, Каландар Искандарович
Ахмедов Каландар Искандарович (12 августа 1968) — советский и казахстанский футболист, тренер. Начинал свою карьеру в узбекских клубах «Целинник» из города Турткуль и «Сохибкор». Далее провёл пять сезонов в кзыл-ординском Кайсаре. Через два года снова вернулся в этот клуб, и играл до самого 2004 года.
За сборную Казахстана сыграл лишь единожды против сборной Узбекистана в 1997 году, где Казахстан проиграл со счетом 0:4.
Первый профессиональный клуб в тренерской карьеры оказался талгарский «Ак Булак». Также исполнял обязанности главного тренера в клубах «Астана-1964» и «Шахтёр».